# Барякина, Эльвира Валерьевна
Эльви́ра Вале́рьевна Баря́кина (род. 9 ноября 1975, Горький) — русская писательница, живущая в США.

## Краткая биография
Родилась 9 ноября 1975 года в Нижнем Новгороде. Живёт в пригороде Лос-Анджелеса, Ирвайне. Окончила юридический факультет ННГУ. Работала адвокатом и корпоративным юристом; параллельно сотрудничала с телевидением и писала статьи для газет и журналов.
Первое художественное произведение, «Рыба в чайнике», было написано в соавторстве с Анной Капрановой и вышло частями в 1998 году в газете «Сделай cам». В 2001 году две их повести — «Гроб с музыкой» и «Нежное притяжение за уши» изданы в издательстве «Эксмо».
С 2002 года живёт в США. В 2006 году создала образовательный интернет-ресурс для русскоязычных писателей «Справочник писателя». С 2006 по 2008 выступала как независимый литературный агент, специализирующийся на правах на переводы иностранных произведений на русский язык.
В 2010 году в издательстве «Рипол-Классик» вышел роман «Белый Шанхай», повествующий о белогвардейской эмиграции в Китае. В октябре 2011 года был опубликован его приквел — роман «Аргентинец», в котором Гражданская война в России рассматривается с различных точек зрения — белых, красных, обывателей, эмигрантов, китайских наемников, британских добровольцев и пр. Третий роман серии, «Князь советский», повествующий об иностранных журналистах в Москве во времена НЭПа, вышел в 2016 году в издательстве «Эксмо».
В начале 2013 года в издательстве Glagoslav (Великобритания) вышел перевод романа «Белый Шанхай».
В 2017 году в издательстве Prószyński i S-ka (Польша) вышел трехтомник серии «Грозовая эпоха»: романы «Аргентинец», «Белый Шанхай» и «Князь советский».

## Произведения

### Издания на бумаге
ВНЕСЕРИЙНЫЕ ПРОИЗВЕДЕНИЯ
1. 1998 — «Рыба в чайнике» (в соавторстве с А. Капрановой), чик-лит, газета «Сделай Сам»
2. 2001 — «Гроб с музыкой» (в соавторстве с А. Капрановой), иронический детектив, издательство «Эксмо»
3. 2001 — «Нежное притяжение за уши» (в соавторстве с А. Капрановой), иронический детектив, издательство «Эксмо»
4. 2001 — «Русская Никита», психологический триллер, издательство «Эксмо»
5. 2003 — «Фабрика гроз», политический детектив, Издательство «Олимп»
6. 2007 — «Заговор молчания», исторический роман о временах Холодной войны, издательства «Олимп» и «АСТ»

СЕРИЯ «КОГДА Я СТАНУ ВЗРОСЛЫМ»
1. 2007 — «Архитектор» (в соавторстве с О. Алексеевой), детская иллюстрированная книга, посвященная профессии архитектора. Издательство «Аркаим»
2. 2007 — «Археолог», детская иллюстрированная книга, посвященная профессии археолога. Издательство «Аркаим»
3. 2008 — «Геолог», детская иллюстрированная книга, посвященная профессии геолога. Издательство «Аркаим»

СЕРИЯ «АГЕНТ МАРДЖ»
1. 2008 — «Женщина с большой буквы Ж», роман-дневник о жизни русского литературного агента в США. Издательства «Олимп» и «АСТ»
2. 2008 — «Ж. замечательных людей», продолжение романа «Женщина с большой буквы Ж». Издательства «Олимп» и «АСТ»

ПРОФЕССИОНАЛЬНАЯ ЛИТЕРАТУРА
1. «Справочник писателя: как написать и издать успешную книгу» (Издательство «Университетская книга», 2009; Издательства «Школа издательского и медиа бизнеса, «Университетская книга, 2011; Издательство «АСТ», 2018).
2. «Пиши и зарабатывай: Что делает книгу успешной, а автора — знаменитым» (Издательство «АСТ», 2021).

СЕРИЯ «ГРОЗОВАЯ ЭПОХА»
1. «Аргентинец», роман о революции 1917 года и Гражданской войне в России. (Издательство «Рипол-классик», 2011; Издательство «Эксмо», 2016)
2. «Белый Шанхай», роман о белогвардейской эмиграции в Китае. (Издательство «Рипол-классик», 2010; Издательство «Эксмо», 2017)
3. «Князь советский», роман об иностранных журналистах в сталинской Москве. (Издательство «Эксмо»,  2016)

### Аудиокниги
1. «Аргентинец» (читает Алексей Николаев), 2017
2. «Белый Шанхай» (читает Алексей Николаев), 2017
3. «Князь советский» (читает Алексей Николаев), 2017
4. «Женщина с большой буквы Ж» (читает Ольга Салем), 2008
5. «Ж. замечательных людей» (читает Ольга Салем), 2017
6. «Неоники и лисичка Наруке» (читает Ольга Салем), 2012

### Детские интерактивные книги для iPad
1. «Неоники и лисичка Наруке»

## Преподавательская деятельность
С 2015 года Эльвира Барякина преподает литературное мастерство и бизнес, проводя вебинары и тренинги.